# 岡山県立早島支援学校
岡山県立早島支援学校（おかやまけんりつ はやしましえんがっこう）は、岡山県都窪郡早島町に所在する特別支援学校。南岡山医療センターに隣接しており、病弱部門と肢体不自由部門を併設している。

## 設置学部
- 病弱部
- 肢体不自由部
- 訪問教育部
- 派遣学級

## 沿革
- 1951年9月（昭和26年） - 国立岡山療養所内（現・独立行政法人国立病院機構南岡山医療センター）で、療養中の教師により子どもへの補習教育が始まる。
- 1960年1月（昭和35年） - 同療養所内の補習教育が都窪郡早島町立早島小学校・中学校の特殊学級（王山学園）として認可。
- 1970年4月（昭和45年） - 王山学園が早島小・中学校の分校（王山学園）として認可。
- 1973年4月（昭和48年） - 岡山県立（病弱養護）学校開設準備事務局を岡山県立烏城高等学校内に設置。
- 1974年1月（昭和49年） - 岡山県立早島養護学校設置。
- 1974年3月（昭和49年） - 第1期工事完成。
- 1974年4月（昭和49年） - 岡山県立早島養護学校開校（病弱部：小・中学部）。
- 1974年6月5日（昭和49年） - 開校記念式挙行。
- 1975年4月（昭和50年） - 国立岡山療養所つくし病棟に派遣学級（重心部）を設置。
- 1976年4月（昭和51年） - 病弱部に高等部を設置。
- 1978年3月（昭和53年） - 屋内体育館完成。
- 1979年4月（昭和54年） - 在宅訪問教育（小・中学部）開始。
- 1981年3月（昭和56年） - 第2期工事（玄関・事務室・特別教室増築）完成。
- 1982年11月（昭和57年） - 第4回中国・四国地区病弱虚弱教育研究岡山大会開催。
- 1984年11月（昭和59年） - 創立10周年記念式挙行。
- 1991年10月（平成3年） - 第32回全国病弱虚弱教育研究連盟研究協議会（岡山大会）開催。
- 1993年3月（平成5年） - スロープ完成。
- 1994年1月（平成6年） - 病弱部で通学生受け入れ開始。
- 1994年4月（平成6年） - 創立20周年記念式挙行。
- 1996年3月（平成8年） - 病弱部校舎改修・増築、肢体不自由部棟完成。
- 1996年4月（平成8年） - 肢体不自由部開設。スクールバス（Aコース〈倉敷南〉、Bコース〈倉敷北〉）運行開始。学校給食開始。
- 1996年6月5日（平成8年） - 肢体不自由部開設記念式挙行。
- 1997年4月（平成9年） - 文部省指定交流教育地域推進事業推進校（1997～1998年度）。
- 1999年4月（平成11年） - 高等部訪問教育試行的実施。
- 2000年4月（平成12年） - 高等部訪問教育開始。
- 2001年4月（平成13年） - 文部科学省指定特殊教育研究協力校（2001～2002年度）。学校評議員設置試行校となる。
- 2001年8月（平成13年） - 第23回中国四国地区病弱虚弱教育研究岡山大会開催。
- 2002年4月（平成14年） - 派遣学級（重心部）に高等部設置。スクールバスCコース（児島・妹尾方面）運行開始。学校評議員設置。学校自己評価開始。
- 2003年12月（平成15年） - 新体育館完成。
- 2005年7月（平成17年） - 肢体不自由部増築棟（北棟・渡廊下）完成。
- 2006年1月（平成18年） - 創立30周年記念式挙行。
- 2008年3月（平成20年） - ハイブリッド型発電システム完成。
- 2008年4月（平成20年） - スクールバスDコース（総社方面）運行開始。
- 2010年4月（平成22年） - 学校名を岡山県立早島支援学校に変更。
- 2010年8月（平成22年） - 第32回中国四国地区病弱虚弱教育研究岡山大会開催。
- 2014年6月（平成26年） - 創立40周年記念式挙行、記念コンサート開催。
- 2018年4月（平成30年） - 文部科学省 医療的ケア実施体制構築事業 岡山県モデル校（2018～2019年度）。
- 2019年2月（平成31年） - 医療的ケア実施体制構築事業 成果報告会開催。
- 2019年8月（令和元年） - 第41回中国四国地区病弱虚弱教育研究岡山大会開催。
- 2020年3月（令和2年） - 南棟長寿命化改修工事完成[1]。

## 在籍者数
133名（2025年度）

## 通学区域
- 病弱部：岡山県全域
- 肢体不自由部：岡山市のうち中山・高松・吉備・妹尾・福田・興除・足守・藤田・灘崎中学校区、倉敷市（玉島東・玉島西・玉島北・黒崎・船穂・真備東・真備中学校区を除く）、玉野市、早島町
- 訪問教育：倉敷市（玉島東・玉島西・玉島北・黒崎・船穂・真備東・真備中学校区を除く）、玉野市、早島町、岡山市のうち灘崎中学校区
- 派遣学級：南岡山医療センターつくし病棟に入院中の児童・生徒[1]

## 歴代校長一覧
| 代     | 氏名      | 就任年月日               |
| ------ | --------- | ------------------------ |
| 初代   | 杉本 王治 | 1974年1月1日（昭和49年） |
| 二代   | 白神 忠市 | 1979年4月1日（昭和54年） |
| 三代   | 藤田 天一 | 1983年4月1日（昭和58年） |
| 四代   | 杉原 仁士 | 1986年4月1日（昭和61年） |
| 五代   | 川野 治朗 | 1990年4月1日（平成2年）  |
| 六代   | 平井 保男 | 1993年4月1日（平成5年）  |
| 七代   | 柏木 寿夫 | 1995年4月1日（平成7年）  |
| 八代   | 平本 尚志 | 1998年4月1日（平成10年） |
| 九代   | 綱島 四郎 | 2000年4月1日（平成12年） |
| 十代   | 岡田 壽   | 2003年4月1日（平成15年） |
| 十一代 | 阿部 眞守 | 2006年4月1日（平成18年） |
| 十二代 | 中野 隆重 | 2008年4月1日（平成20年） |
| 十三代 | 津田 秀哲 | 2012年4月1日（平成24年） |
| 十四代 | 髙橋 章二 | 2016年4月1日（平成28年） |
| 十五代 | 平松 裕史 | 2019年4月1日（平成31年） |
| 十六代 | 久本 晃司 | 2023年4月1日（令和5年）  |

## 所在地
〒701-0304　岡山県都窪郡早島町早島4063